# Орландо ді Лассо
Орландо ді Лассо (1532, Монс — 14 червня 1594, Мюнхен) — франко-фламандський композитор епохи відродження, співак і диригент.

## Біографія
Орландо народився у місті Монсі (сучасна Бельгія). У дитячі роки співав у церковному хорі. Із цим періодом життя майбутнього композитора зв'язана легенда про те, що віце-король Сицилії Фердинандо Гонзага, зачарований голосом юного співака, відвіз його проти волі батьків в Італію. Попри те, що Лассо дійсно провів довгий час в Італії, випадок з Фердинандо Гонзага не має ніякого документального підтвердження.
В 1553 році був запрошений керувати капелою Латеранського собору в Римі. В 1555 році жив у Антверпені, де вийшов перший збірник творів, що містив його мотети і мадригали. В 1556 році був запрошений у Баварію керівником Мюнхенської придворної капели, і залишився в Мюнхені до кінця життя. З 1560 року король Франції встановив йому постійне грошове забезпечення, а папа Григорій XIII нагородив званням «лицаря золотої шпори».
Помер Орлан ді Лассо у Мюнхені 1594 року, де й похований на цвинтарі францискантів.

## Творчість

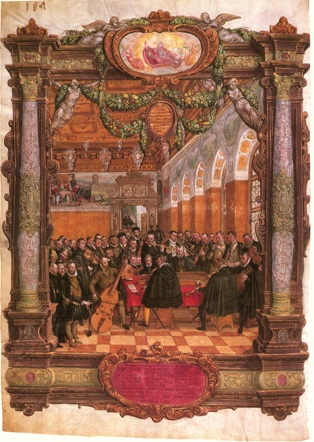
Ханс Мюліх. Орландо Лассо диригує камерним хором

У творчості Лассо можна прослідкувати злиття нідерландського й італійського стилів. Зокрема, вплив італійських мадригалістів перетворює старе нідерландський поліфонічне письмо, засноване на рівноправності всіх голосів, у більш сучасний і багатий можливостями стиль. Лассо — один з найбільш відомих композиторів тієї епохи, коли протягом життя двох поколінь складається нова техніка гомофонно-гармонічного письма у мажоро-мінорній ладовій системі.
Творча спадщина Лассо дуже багата і включає півтори тисячі мотетів, 53 меси, близько ста магнифікатів й інших літургійних творів, півтори сотні мадригалів, сотні французьких шансонів, німецьких пісень (Lieder), віланел, мореск (буквально «мавританська» — музично-танцювальна форма) та інших дрібних п'єс.
Слава Лассо як церковного композитора пов'язана головним чином з його мотетами, що ілюструють різні євангельські події й сцени. Вищим досягненням Лассо в церковній музиці строгого стилю — Сім покаянних псалмів. В той же час деякі його меси вважають легковажними, наприклад він вводить у літургію теми пісень із красномовними назвами «Я ніколи не їм свинину», «Добре вино», «Давай стягнемо ячмінь», пристосовуючи до них слова Святого Писання. Одна із найкращих мес Лассо написана на чарівну мелодію пісні із цілком відвертою назвою «Солодкий спогад».
У сфері світської музики Лассо був неперевершеним майстром своєї епохи. Тут відкривається широке поле для його схильності до жарту й сатири, і особливо це проявляється в лаконічних п'єсах — замальовках характерів і сцен з повсякденного життя. Уже в молодості, перебуваючи в Італії, Лассо звернувся до жанру мадригалу; він писав вірші на тексти італійських та французьких поетів, зокрема Петрарки, Аріосто, Ронсара та інших.